# Eternal 〜やしきたかじん全曲集〜
『Eternal 〜やしきたかじん全曲集〜』（エターナル　やしきたかじん ぜんきょくしゅう）は、2014年6月18日にポリスターから発売された、やしきたかじん初のCD-BOXセット。

## 解説
2014年1月3日、やしきたかじんが逝去したことを受け発売された、追悼盤。本作はたかじんが1992年～2003年迄に在籍したポリスター時代の全5枚のオリジナルアルバムに加え、アルバム未収録音源とキングレコード時代の代表曲「砂の十字架」「スターチルドレン」をボーナス・トラックに加え、全曲リマスタリングを施し、豪華紙ジャケット仕様の上、全67曲をSHM-CD6枚に収録。特典映像DVDに「さよならが言えるまで」と未発売映像「もしも夢が叶うならば」2曲のミュージック・ビデオをパッケージした期間限定生産盤となっている。

## 収録曲
DISC.1 『泣いてもいいか』
1. 胸に降る雨(4:56)
2. 街をはなれて(6:08)
3. いっぱいの酒(4:46)
4. 河の流れる街で(5:32)
5. 泣いてもいいか(5:09)
6. 女の純情知らんくせに(5:46)
7. いまさら泣けてくる(4:55)
8. JAZZ PIANO(5:09)
9. たった独りのアンコール(5:06)

DISC.2 『Mood～夢見る男のために～』
1. 見えない糸(4:50)
2. いとしい想い(5:58)
3. 心はいつも(5:11)
4. 観覧車(7:01)
5. さよならが言えるまで(4:27)
6. 東京(4:27)
7. 想い出にできない(5:45)
8. ムード(5:36)
9. 待っているから(5:07)
10. 夢見る男のために(6:17)
11. 夢の雫 (Bonus Track)(5:41)

DISC.3 『egoism～天国はまだ待ってくれる～』
1. 時代が女の味方なら(4:16)
2. 優しい女には毒がある(4:51)
3. はぐれた背中(5:15)
4. 冷たい炎(5:41)
5. エゴイズム(5:06)
6. 遊び慣れてる大人のように(4:25)
7. 覚悟の恋(5:02)
8. 思い出したくないことほど忘れてしまえない(5:47)
9. 泣いたら負け(6:07)
10. 天国はまだ待ってくれる(5:16)
11. 泣いたら負け(シングル・バージョン)(Bonus Track)(5:33)
12. いいがかり(Bonus Track)(05:17)

DISC.4 『JINX』
1. シエスタ(6:36)
2. JINX(4:36)
3. 思い出よりこの瞬間(5:06)
4. 悪党(5:13)
5. もしも夢が叶うならば(6:03)
6. TWILIGHT CITY(4:52)
7. いつか笑える(5:14)
8. 星に祈ろう(4:40)
9. 嘘を置き去りに(5:33)
10. 男に生まれてきたかった(5:55)

DISC.5 『PROCESS』
1. 惚れた弱み(5:09)
2. 笑うしかないさ(5:28)
3. 愛と打算とプライドと(4:21)
4. 最後のネクタイ(7:00)
5. 待ってあげて(5:12)
6. アバウト(3:55)
7. 最後だけ私のために(6:29)
8. おまえの男なんだ(4:36)
9. 黄昏のベンチ(5:42)
10. Process for Love(5:53)

DISC.6 『アルバム未収録曲集』
1. やっぱ好きやねん('96 Version)(5:42)
2. あんた('96 Version)(4:08)
3. 未練-STILL-('96 Version)(5:01)
4. 大阪恋物語('96 Version)(5:38)
5. なめとんか('96 Version)(4:51)
6. ICHIZU('96 Version)(5:06)
7. 明日になれば('96 Version)(5:47)
8. 想い出にて(4:20)
9. まだ夏が終わらない(5:23)
10. そんな女(4:35)
11. 幸せをもう一度(4:59)
12. My memory(4:32)
13. 最初から今まで(4:36)
14. 砂の十字架(Bonus Track)(4:56)
15. スター・チルドレン(Bonus Track)(4:17)

DISC.7 『DVD』
1. さよならが言えるまで (Promotion Video)(4:27)
2. もしも夢が叶うならば (Promotion Video)(Unreleased)(6:03)